# Geogamasus brevitondentis
Geogamasus brevitondentis är en spindeldjursart som beskrevs av Wolfgang Karg 1998. Geogamasus brevitondentis ingår i släktet Geogamasus och familjen Ologamasidae. Inga underarter finns listade i Catalogue of Life.